# The Velvet
The Velvet es el segundo EP del grupo surcoreano Red Velvet. Fue publicado el 17 de marzo de 2016 por S.M. Entertainment y distribuido por KT Music. El disco contiene cinco canciones y tres remixes de «7월 7일 (One of These Nights)».

## Antecedentes y lanzamiento
Al anunciar su primer álbum de estudio en una conferencia de prensa el 8 de septiembre de 2015, las integrantes y la agencia del grupo sugirieron el lanzamiento de un nuevo álbum después de The Red, aunque un representante de S.M. Entertainment declaró que aún no se había decidido nada. Durante una entrevista realizada en octubre por la vocalista Wendy, se confirmó que un álbum sería lanzado después de The Red.
En marzo de 2016, un representante de la agencia reveló que el grupo había terminado las grabaciones del videoclip del nuevo sencillo del álbum. A partir del 10 de marzo, S.M. comenzó a lanzar teasers de las integrantes en el Instagram oficial del grupo. Se anunció que el EP sería lanzado en conjunto con el sencillo «7월 7일 (One of These Nights)» el 16 de marzo. Diez minutos antes de la publicación prevista para el 16 de marzo, S.M. Entertainment anunció que el lanzamiento de la canción y el álbum se pospondría hasta el 17 de marzo para garantizar que el contenido estuviera en una alta calidad. 

## Promoción
Red Velvet realizó una transmisión especial a través de la aplicación V de Naver el 15 de marzo de 2015, revelando sus nuevos peinados y hablando sobre los preparativos para su regreso a los escenarios. Tras el anuncio de la postergación del lanzamiento, el grupo apareció en el programa de radio Good Morning FM el 16 de marzo para discutir sobre el EP y su canción principal, titulada «7월 7일 (One of These Nights)». También realizó otra transmisión especial en V unas horas antes del lanzamiento oficial. Sus promociones en programas musicales comenzaron en M! Countdown donde las integrantes interpretaron «7월 7일 (One of These Nights)» y la canción «Cool Hot Sweet Love».

## Composición
El sencillo  «7월 7일 (One of These Nights)» se describe como una canción de R&B y balada. Fue compuesta por Hwang Chan-hee, Andreas Öberg y Maria Marcus, y sus letras escritas por Seo Ji-eum de Jam Factory, quien también escribió la canción «Dumb Dumb». El EP incluye cuatro versiones de la canción: una versión de De-Capo, Joe Millionaire y la versión de piano. La canción fue inspirada en el festival de Corea Chilseok, que se celebra anualmente en el séptimo día del séptimo mes del calendario lunisolar (7월 7일; en español: 7 de julio).
El EP también incluye las canciones de R&B «Cool Hot Sweet Love» y «Light Me Up». «장미꽃 향기는 바람에 날리고 (Rose Scent Breeze)» es una balada interpretada por las integrantes Wendy, Seulgi, y Joy, siendo un remake de una canción lanzada en 1989 por el fundador de S.M. Entertainment, Lee Soo-man.

## Recepción
Tamar Herman de Billboard clasificó el sencillo como «la actuación vocal más expresiva del grupo hasta ahora». The Velvet se posicionó en el octavo lugar de la lista de álbumes mundiales de la revista. Chester Chin de The Star elogió la «construcción lánguida» del EP, añadiendo que las «sensibilidades indie» del sencillo son «pasos seguros en la dirección correcta» para el grupo. El EP se ubicó en el primer lugar de Gaon Album Chart, mientras que su sencillo ocupó la décima posición en la lista digital de Gaon. Las otras canciones, a excepción de los remixes, también se posicionaron en la misma lista.
Red Velvet ganó su primer trofeo musical para la canción el 22 de junio en The Show.

## Lista de canciones
| The Velvet |                                                                                         |                |                                                                 |                                                                 |          |  |
| N.º        | Título                                                                                  | Letras         | Música                                                          | Arreglo                                                         | Duración |  |
| 1.         | «7월 7일» (One of These Nights)                                                         | Seo Ji-eum     | Hwang Chan-hee, Andreas Öberg, Maria Marcus                     | Hwang Chan-hee, Lee Sung-joo, Hong So-jin                       | 4:21     |  |
| 2.         | «Cool Hot Sweet Love»                                                                   | Kenzie         | Daniel Obi Klein, Charli Taft, Michael Nordmark, Thomas Sardorf | Daniel Obi Klein, Charli Taft, Michael Nordmark, Thomas Sardorf | 3:53     |  |
| 3.         | «Light Me Up»                                                                           | Kenzie         | Kenzie, Deez, Rodnae «Chikk» Bell                               | Deez                                                            | 3:32     |  |
| 4.         | «First Time» (처음인가요)                                                               | Kenzie         | Kenzie                                                          |                                                                 | 4:42     |  |
| 5.         | «Rose Scent Breeze» (장미꽃 향기는 바람에 날리고; interpretado por Seulgi, Wendy y Joy) | Jung Hye-kyung | Hong Jong-ha                                                    | Park Gun-chul, Jung Soo-min                                     | 4:52     |  |
| 6.         | «One of These Nights» (7월 7일; versión de De-Capo)                                     | Seo Ji-eum     | Hwang Chan-hee, Andreas Öberg, Maria Marcus                     | De-Capo Music Group & Rod Bonner                                | 4:11     |  |
| 7.         | «One of These Nights» (7월 7일; versión de Joe Millionaire)                             | Seo Ji-eum     | Hwang Chan-hee, Andreas Öberg, Maria Marcus                     | Joe «Joe Millionaire» Foster                                    | 4:07     |  |
| 8.         | «One of These Nights» (7월 7일; versión de piano)                                       | Seo Ji-eum     | Hwang Chan-hee, Andreas Öberg, Maria Marcus                     | Hwang Chan-hee, Andreas Öberg, Maria Marcus                     | 4:05     |  |
| 33:03      |                                                                                         |                |                                                                 |                                                                 |          |  |

## Posicionamiento en listas
| Lista (2016)                           | Mejor posición |
| -------------------------------------- | -------------- |
| Corea del Sur (Gaon Music Chart)       | 1              |
| República de China (G-Music)           | 2              |
| Estados Unidos (Billboard World Album) | 8              |
| Japón (Oricon)                         | 72             |

## Ventas
| País                 | Ventas  |
| -------------------- | ------- |
| Corea del Sur (Gaon) | 50 144+ |
| Japón (Oricon)       | 2 104+  |

## Victorias en programas musicales
| Canción               | Programa                  | Fecha               |
| --------------------- | ------------------------- | ------------------- |
| «One of These Nights» | The Show (SBS MTV)        | 22 de marzo de 2016 |
| «One of These Nights» | Show Champion (MBC Music) | 23 de marzo de 2016 |
| «One of These Nights» | M! Countdown (Mnet)       | 24 de marzo de 2016 |
| «One of These Nights» | Music Bank (KBS)          | 25 de marzo de 2016 |
| «One of These Nights» | Inkigayo (SBS)            | 27 de marzo de 2016 |

## Historial de lanzamiento
| País          | Fecha               | Formato(s)           | Discográfica(s)              |
| ------------- | ------------------- | -------------------- | ---------------------------- |
| Corea del Sur | 17 de marzo de 2016 | CD, descarga digital | S.M. Entertainment           |
| Mundo         | 17 de marzo de 2016 | Descarga digital     | S.M. Entertainment, KT Music |